# Жил Еаниш
Жил Еаниш (на португалски Gil Eanes) е португалски мореплавател и изследовател от ХV в. Служейки на принц Енрике Мореплавателя, през 1434 г. той преминава нос Бохадор, което може да се приеме за първата стъпка от Великите географски открития.
За живота му се знае малко. Роден е през 1395 г. в град Лагуш, южна Португалия. Представител е на заможно семейство. През 1433 г. се присъединява към обкръжението на Енрике в Сагриш и става негов оръженосец - следователно най-доверен човек. По това време Енрике вече чертае планове за изследване на африканския бряг, за да заобиколи континента в опит да се достигнат богатите източни страни - Индия, Китай, Япония. Първото препятствие по пътя на юг е нос Бохадор - „носа на страха“, най-далечното място достигано от европейците (днес в Западна Сахара, на 26° 07' с. ш.). Никой не е посмявал да го подмине, защото „се говорело, че там, в пределите на адската жега, човешката кожа става черна“. Според арабите там „слънцето изливало течни пламъци върху земята, а морето и реките врели ден и нощ.“
Колко експедиции е предприел Еаниш в името на принц Енрике не е известно, но през 1433 г. е натоварен със задачата да премине Бохадор. Не успява, уплашен от страховитите истории, с което събужда гнева на принца. Незабавно получава заповед да повтори опита на следващата година. Преди да тръгне принцът го извиква настрана и "го помоли много настоятелно да се помъчи все пак да мине онзи нос, че и да не направи нищо повече с това пътешествие, това щяло да бъде достатъчно. „ Така, поблазнен от обещаната награда и под страх от строго наказание, през 1434 г. той успява. Отвъд носа открива „море така безопасно за плаване, каквито са водите у дома“. Заради това постижение принц Енрике прави Еаниш кавалер (тоест аристократ).
През 1435 г. Еаниш участва в следващата експедиция, заедно с Афонсу Балдая. Достигат на около 50 левги (250 км) на юг от Бохадор, а на брега откриват следи от човешко присъствие. Връщат се без премеждия, разказвайки за видяното. Това е последният сигурен факт от живота на Жил Еаниш. Предполагаема дата на смъртта е 1445 г.
На него е кръстен централният площад в Лагуш и португалски боен кораб от 1955 г. През 1987 г. Португалия пуска монета от 100 ескудо, посветена на мореплавателя. Надписът гласи GIL EANES.1434.CABO BOJADOR.